# Same, Tanzania
Same  este un oraș  în  partea de nord-est a Tanzaniei, în Regiunea Kilimanjaro. La recensământul din 2002 înregistra 16.819 locuitori.